# Berliner Landespokal 2014/15
Der Berliner Pilsner-Pokal 2014/15 war die 89. Austragung des Berliner Landespokals der Männer im Amateurfußball, der vom Berliner Fußball-Verband durchgeführt wurde. Der BFC Dynamo setzte sich, am 20. Mai 2015, im Finale gegen Tasmania Berlin aus der Berlin-Liga mit 1:0 durch und wurde, zum vierten Mal, Landespokalsieger. Durch diesen Sieg qualifizierte sich der BFC Dynamo für den DFB-Pokal 2015/16.

## Kalender
Die Spiele des diesjährigen Berliner Landespokal wurden an folgenden Terminen ausgetragen:
| Runde               | Datum                            | Spiele | Vereine   |
| ------------------- | -------------------------------- | ------ | --------- |
| Qualifikationsrunde | 9. – 27. August 2014             | 52     | 180 → 128 |
| 1. Hauptrunde       | 5. September – 21. Oktober 2014  | 64     | 128 → 630 |
| 2. Hauptrunde       | 11. Oktober – 10. Dezember 2014  | 31     | 63 → 32   |
| 3. Hauptrunde       | 11. November – 14. Dezember 2014 | 16     | 32 → 16   |
| Achtelfinale        | 12. – 20. Dezember 2014          | 8      | 16 → 80   |
| Viertelfinale       | 25. Februar 2015                 | 4      | 8 → 4     |
| Halbfinale          | 25. März 2015                    | 2      | 4 → 2     |
| Finale              | 20. Mai 2015                     | 1      | 2 → 1     |

## Teilnehmende Mannschaften
Am Berliner Landespokal 2014/15 nahmen alle 180 Berliner 1. Herrenmannschaften von der Regionalliga Nordost bis zur Kreisliga C sowie der Pokalsieger der Freizeitliga teil.
Die Mannschaften gliederten sich für den Berliner Landespokal wie folgt nach Ligaebene auf (In Klammern ist die Ligaebene angegeben, in der der Verein spielt):
| Regionalliga Nordost Berliner Vertreter der Saison 2014/15 | Oberliga Nordost Berliner Vertreter der Saison 2014/15                    | Berlin-Liga 17 Vertreter der Saison 2014/15 | Landesliga 1. Abteilung 15 Vertreter der Saison 2014/15 | Landesliga 2. Abteilung 15 Vertreter der Saison 2014/15 |
| - FC Viktoria 1889 Berlin (RL) - Berliner AK 07 (RL) - BFC Dynamo (RL) | - SV Lichtenberg 47 (OL) - BSV Hürtürkel (OL) - Hertha 03 Zehlendorf (OL) | - VSG Altglienicke (VL) - Tasmania Berlin (VL) - Eintracht Mahlsdorf (VL) - Tennis Borussia Berlin (VL) - SFC Stern 1900 (VL) - 1. FC Wilmersdorf (VL) - Köpenicker SC (VL) - SV Sparta Lichtenberg (VL) - TSV Rudow (VL) - Berliner Sport-Club (VL) - VfB Hermsdorf (VL) - SV Empor Berlin (VL) - Nordberliner SC (VL) - SC Staaken (VL) - SC Gatow (VL) - CFC Hertha 06 (VL) - FC Internationale Berlin (VL) | - Füchse Berlin Reinickendorf (LL) - TuS Makkabi Berlin (LL) - BFC Preussen (LL) - Concordia Britz (LL) - Adlershofer BC (LL) - Blau-Weiß Hohen Neuendorf (LL) - Concordia Wittenau (LL) - Türkiyemspor Berlin (LL) - Mariendorfer SV 06 (LL) - Weißenseer FC (LL) - FC Stern Marienfelde (LL) - Spandauer SV (LL) - 1. FC Galatasaray Spandau (LL) - SSC Südwest 1947 (LL) - Berolina Stralau (LL) | - Sportfreunde Johannisthal (LL) - SD Croatia Berlin (LL) - BSV Al-Dersimspor (LL) - SC Charlottenburg (LL) - SV Blau Weiss Berlin (LL) - SSC Teutonia 99 (LL) - Fortuna Biesdorf (LL) - Friedenauer TSC (LL) - 1. FC Lübars (LL) - FSV Spandauer Kickers (LL) - SV Blau-Gelb Berlin (LL) - BSC Eintracht/Südring 1931 (LL) - FC Brandenburg 03 (LL) - Blau-Weiß Berolina Mitte (LL) - SC Union 06 Berlin (LL) |
| Bezirksliga Saison 2014/15 | Kreisliga A Saison 2014/15                                                | Kreisliga B Saison 2014/15 | Kreisliga C Saison 2014/15 | Freizeitliga Pokalsieger der Saison 2013/14 |
| 34 Vertreter der drei Abteilungen (BL) | 43 Vertreter der vier Abteilungen (KLA)                                   | 40 Vertreter der sechs Abteilungen (KLB) | 9 Vertreter der vier Abteilung (KLC) | Urbanspor 361 (FZL) |
| Ligaebene in Klammern: • RL = Regionalliga • OL = Oberliga • VL = Verbandsliga (Berlin-Liga) • LL = Landesliga • BL = Bezirksliga • KLA = Kreisliga A • KLB = Kreisliga B • KLC = Kreisliga C • FZL = Freizeitliga |                                                                           | | | |

## Spielmodus
Der Berliner Landespokal 2014/15 wurde im K.-o.-System ausgetragen. Es wurde zunächst versucht, in 90 Minuten einen Gewinner auszuspielen. Stand es danach unentschieden, kam es wie in anderen Pokalwettbewerben zu einer Verlängerung von 2 × 15 Minuten. War danach immer noch keine Entscheidung gefallen, wurde der Sieger im Elfmeterschießen nach dem bekannten Muster ermittelt.

## Turnierbaum
|  | Achtelfinale | Achtelfinale              | Achtelfinale      |                   |                           | Viertelfinale | Viertelfinale | Viertelfinale |  |  | Halbfinale | Halbfinale | Halbfinale |  |  | Finale | Finale | Finale |
|  |              |                           |                   |                   |                           |               |               |               |  |  |            |            |            |  |  |        |        |        |
|  | OL           | BSV Hürtürkel             | 1                 |                   |                           |               |               |               |  |  |            |            |            |  |  |        |        |        |
|  | OL           | Hertha 03 Zehlendorf      | 0                 |                   |                           |               |               |               |  |  |            |            |            |  |  |        |        |        |
|  | OL           | Hertha 03 Zehlendorf      | 0                 | OL                | BSV Hürtürkel             | 1             |               |               |  |  |            |            |            |  |  |        |        |        |
|  |              |                           |                   | OL                | BSV Hürtürkel             | 1             |               |               |  |  |            |            |            |  |  |        |        |        |
|  |              |                           | LL                | SC Charlottenburg | 2                         |               |               |               |  |  |            |            |            |  |  |        |        |        |
|  | VL           | 1. FC Wilmersdorf         | LL                | SC Charlottenburg | 2                         | 0             |               |               |  |  |            |            |            |  |  |        |        |        |
|  | VL           | 1. FC Wilmersdorf         |                   |                   |                           | 0             |               |               |  |  |            |            |            |  |  |        |        |        |
|  | LL           | SC Charlottenburg         | 2                 |                   |                           |               |               |               |  |  |            |            |            |  |  |        |        |        |
|  | LL           | SC Charlottenburg         | 2                 | LL                | SC Charlottenburg         | 0             |               |               |  |  |            |            |            |  |  |        |        |        |
|  |              |                           |                   | LL                | SC Charlottenburg         | 0             |               |               |  |  |            |            |            |  |  |        |        |        |
|  |              | RL                        | BFC Dynamo        | 4                 |                           |               |               |               |  |  |            |            |            |  |  |        |        |        |
|  | VL           | RL                        | BFC Dynamo        | 4                 | Eintracht Mahlsdorf       | 0             |               |               |  |  |            |            |            |  |  |        |        |        |
|  | VL           |                           |                   |                   | Eintracht Mahlsdorf       | 0             |               |               |  |  |            |            |            |  |  |        |        |        |
|  | RL           | BFC Dynamo                | 3                 |                   |                           |               |               |               |  |  |            |            |            |  |  |        |        |        |
|  | RL           | BFC Dynamo                | 3                 | RL                | BFC Dynamo                | 3             |               |               |  |  |            |            |            |  |  |        |        |        |
|  |              |                           |                   | RL                | BFC Dynamo                | 3             |               |               |  |  |            |            |            |  |  |        |        |        |
|  |              |                           | VL                | SFC Stern 1900    | 1                         |               |               |               |  |  |            |            |            |  |  |        |        |        |
|  | VL           | SFC Stern 1900            | VL                | SFC Stern 1900    | 1                         | 2             |               |               |  |  |            |            |            |  |  |        |        |        |
|  | VL           | SFC Stern 1900            |                   |                   |                           |               |               |               |  |  |            |            |            |  |  |        |        |        |
|  | VL           | TSV Rudow                 | 1                 |                   |                           |               |               |               |  |  |            |            |            |  |  |        |        |        |
|  | VL           | TSV Rudow                 | 1                 | RL                | BFC Dynamo                | 1             |               |               |  |  |            |            |            |  |  |        |        |        |
|  |              |                           |                   |                   |                           |               |               |               |  |  |            |            |            |  |  |        |        |        |
|  |              | VL                        | Tasmania Berlin   | 0                 |                           |               |               |               |  |  |            |            |            |  |  |        |        |        |
|  | LL           | VL                        | Tasmania Berlin   | 0                 | 1. FC Galatasaray Spandau | 0             |               |               |  |  |            |            |            |  |  |        |        |        |
|  | LL           |                           |                   |                   | 1. FC Galatasaray Spandau | 0             |               |               |  |  |            |            |            |  |  |        |        |        |
|  | VL           | CFC Hertha 06             | 3                 |                   |                           |               |               |               |  |  |            |            |            |  |  |        |        |        |
|  | VL           | CFC Hertha 06             | 3                 | VL                | CFC Hertha 06             | 0             |               |               |  |  |            |            |            |  |  |        |        |        |
|  |              |                           |                   | VL                | CFC Hertha 06             | 0             |               |               |  |  |            |            |            |  |  |        |        |        |
|  |              |                           | OL                | SV Lichtenberg 47 | 3                         |               |               |               |  |  |            |            |            |  |  |        |        |        |
|  | LL           | Blau-Weiß Hohen Neuendorf | OL                | SV Lichtenberg 47 | 3                         | 1             |               |               |  |  |            |            |            |  |  |        |        |        |
|  | LL           | Blau-Weiß Hohen Neuendorf |                   |                   |                           | 1             |               |               |  |  |            |            |            |  |  |        |        |        |
|  | OL           | SV Lichtenberg 47         | 2                 |                   |                           |               |               |               |  |  |            |            |            |  |  |        |        |        |
|  | OL           | SV Lichtenberg 47         | 2                 | OL                | SV Lichtenberg 47         | 1             |               |               |  |  |            |            |            |  |  |        |        |        |
|  |              |                           |                   | OL                | SV Lichtenberg 47         | 1             |               |               |  |  |            |            |            |  |  |        |        |        |
|  |              | VL                        | Tasmania Berlin b | 1                 |                           |               |               |               |  |  |            |            |            |  |  |        |        |        |
|  | RL           | VL                        | Tasmania Berlin b | 1                 | FC Viktoria 1889 Berlin   | 3             |               |               |  |  |            |            |            |  |  |        |        |        |
|  | RL           |                           |                   |                   |                           |               |               |               |  |  |            |            |            |  |  |        |        |        |
|  | LL           | Sportfreunde Johannisthal | 0                 |                   |                           |               |               |               |  |  |            |            |            |  |  |        |        |        |
|  | LL           | Sportfreunde Johannisthal | 0                 | RL                | FC Viktoria 1889 Berlin   | 2             |               |               |  |  |            |            |            |  |  |        |        |        |
|  |              |                           |                   | RL                | FC Viktoria 1889 Berlin   | 2             |               |               |  |  |            |            |            |  |  |        |        |        |
|  |              |                           | VL                | Tasmania Berlin a | 2                         |               |               |               |  |  |            |            |            |  |  |        |        |        |
|  | BL           | 1. FC Schöneberg          | VL                | Tasmania Berlin a | 2                         | 1             |               |               |  |  |            |            |            |  |  |        |        |        |
|  | BL           | 1. FC Schöneberg          |                   |                   |                           |               |               |               |  |  |            |            |            |  |  |        |        |        |
|  | VL           | Tasmania Berlin           | 2                 |                   |                           |               |               |               |  |  |            |            |            |  |  |        |        |        |

## Ergebnisse

### Qualifikationsrunde
An der Qualifikationsrunde nahmen 105 Mannschaften von der Bezirksliga bis zur Kreisliga C sowie der Pokalsieger der Freizeitliga teil.
| Datum                 |                                  | Ergebnis              |                                        |
| --------------------- | -------------------------------- | --------------------- | -------------------------------------- |
| Sa 09.08., 10:30 Uhr  | Blau-Weiß Friedrichshain (KLB)   | 6:0                   | VfB Sperber Neukölln (KLA)             |
| Sa 09.08., 13:00 Uhr  | SV Buchholz (KLA)                | 5:0                   | Sportfreunde Berlin 06 (KLB)           |
| Sa 09.08., 14:00 Uhr  | Urbarnspor 361 (FZL)             | 2:9                   | BSV Oranke (KLB)                       |
| Sa 09.08., 14:00 Uhr  | SSV Köpenick-Oberspree (KLA)     | 1:6                   | 1. FC Neukölln (BL)                    |
| Sa 09.08., 14:00 Uhr  | SV Schmöckwitz-Eichwalde (KLA)   | 06:0 1                | SV Nord Wedding (KLC)                  |
| Sa 09.08., 14:00 Uhr  | Friedrichshagener SV (KLA)       | 10:10                 | Steglitz GB (KLB)                      |
| Sa 09.08., 14:00 Uhr  | 1. FC Marzahn (KLB)              | 2:3                   | SF Charlottenburg-Wilmersdorf (KLA)    |
| Sa 09.08., 16:00 Uhr  | Blau-Weiß Hohenschönhausen (KLB) | 0:2                   | 1. FC Berlin 06 (KLB)                  |
| Sa 09.08., 16:00 Uhr  | Victoria Friedrichshain (KLA)    | 2:1                   | FSV Fortuna Pankow (KLA)               |
| So 10.08., 10:45 Uhr  | NSF Gropiusstadt (KLA)           | 7:2                   | TSV Eiche Köpenick (KLB)               |
| So 10.08., 11:15 Uhr  | Schwarz-Weiß Spandau (KLA)       | 13:00                 | FC Al-Kauthar (KLB)                    |
| So 10.08., 12:00 Uhr  | 1. FC Afrisko (KLB)              | 2:1                   | 1. FFV Spandau (KLB)                   |
| So 10.08., 12:00 Uhr  | FCK Frohnau (KLB)                | 2:5                   | Rixdorfer SV (KLB)                     |
| So 10.08., 12:20 Uhr  | Besiktas JK Berlin (KLB)         | 00:6 2                | DJK Roland-Borsigwalde (KLC)           |
| So 10.08., 12:30 Uhr  | ESV Lok Schöneweide (KLC)        | 1:1 n. V. (2:0 i. E.) | FC Arminia Heiligensee (KLA)           |
| So 10.08., 13:00 Uhr  | SSG Humboldt zu Berlin (KLB)     | 0:4                   | Berliner SV 1892 (KLA)                 |
| So 10.08., 13:00 Uhr  | Empor Hohenschönhausen (KLB)     | 1:4                   | SV Hürriyet Burgund (KLA)              |
| So 10.08., 13:00 Uhr  | BFC Germania 1888 (KLB)          | 1:2                   | SV Deportivo Latino (KLB)              |
| So 10.08., 13:15 Uhr  | SV Süden 09 (KLB)                | 2:3 n. V.             | SG Nordring 1949 (KLB)                 |
| So 10.08., 13:30 Uhr  | WFC Corso 99/Vineta (KLB)        | 1:2                   | Spandauer FC Veritas (KLA)             |
| So 10.08., 13:30 Uhr  | BFC Meteor 06 (KLA)              | 2:0                   | FSV Hansa 07 Berlin (KLA)              |
| So 10.08., 14:00 Uhr  | MSV Normannia 08 (KLA)           | 2:1                   | SG Rotation Prenzlauer Berg (KLA)      |
| So 10.08., 14:00 Uhr  | SFC Friedrichshain (KLA)         | 12:00                 | BSC Reinickendorf 21 (KLB)             |
| So 10.08., 14:00 Uhr  | VfB Berlin-Friedrichshain (BL)   | 10:00                 | VSG Rahnsdorf (KLB)                    |
| So 10.08., 14:00 Uhr  | SV Berlin-Chemie Adlershof (KLA) | 4:3 n. V.             | SV Karow 96 (KLA)                      |
| So 10.08., 14:00 Uhr  | SV Treptow 46 (KLB)              | 4:3                   | Hellersdorfer FC (KLB)                 |
| So 10.08., 14:00 Uhr  | BSC Kickers 1900 (KLA)           | 2:4                   | FC Hellas (KLB)                        |
| So 10.08., 14:00 Uhr  | ASV Berlin (KLB)                 | 3:7                   | SG Stern Kaulsdorf (BL)                |
| So 10.08., 14:00 Uhr  | SC Union Südost (BL)             | 2:1                   | SK Türkyurt (KLA)                      |
| So 10.08., 14:00 Uhr  | 1. FC Besiktas Berlin (KLC)      | 00:6 3                | FC Grunewald (KLA)                     |
| So 10.08., 14:00 Uhr  | Treptower SV 1949 (KLB)          | 3:1                   | SG Prenzlauer Berg (KLC)               |
| So 10.08., 14:00 Uhr  | BFC Südring (KLA)                | 0:4                   | SV Berliner Brauereien (KLA)           |
| So 10.08., 14:00 Uhr  | Rot-Weiß Hellersdorf (KLB)       | 06:0 4                | NSC Marathon 02 (KLB)                  |
| So 10.08., 14:00 Uhr  | SC Lankwitz (KLB)                | 0:3                   | FV Wannsee (KLA)                       |
| So 10.08., 14:00 Uhr  | SV Berliner VG 49 (BL)           | 10:10                 | SC Borussia 1920 Friedrichsfelde (KLB) |
| So 10.08., 14:00 Uhr  | BFC Tur Abdin (KLA)              | 10:00                 | RFC Liberta (KLB)                      |
| So 10.08., 14:15 Uhr  | FC Treptow (KLA)                 | 4:2 n. V.             | SG Eichkamp-Rupenhorn (KLA)            |
| So 10.08., 14:15 Uhr  | Wartenberger SV (KLA)            | 3:0                   | BSC Marzahn (KLA)                      |
| So 10.08., 14:30 Uhr  | Traber FC Mariendorf (KLA)       | 5:0                   | CSV Olympia 1897 (KLA)                 |
| So 10.08., 14:30 Uhr  | SV Bau-Union Berlin (KLA)        | 5:1                   | SV Askania Coepenick (KLB)             |
| So 10.08., 14:30 Uhr  | NFC Rot-Weiß Berlin (BL)         | 11:00                 | SC Siemensstadt (KLC)                  |
| So 10.08., 14:30 Uhr  | BSV Heinersdorf (KLB)            | 1:0                   | Alemannia 06 Haselhorst (KLA)          |
| So 10.08., 15:00 Uhr  | SV Rot-Weiß Viktoria Mitte (KLB) | 7:0                   | Kickers Hirschgarten (KLB)             |
| So 10.08., 15:00 Uhr  | FV Blau-Weiß Spandau (BL)        | 4:2                   | SpVgg Hellas-Nordwest 04 (BL)          |
| So 10.08., 15:00 Uhr  | FC NORDOST Berlin (BL)           | 4:1                   | SC Schmargendorf 09 (KLC)              |
| So 10.08., 15:00 Uhr  | SC Kickers Berlin 08 (KLC)       | 1:4                   | BSV Grün-Weiss Neukölln (KLA)          |
| So 10.08., 15:30 Uhr  | SC Berliner Amateure (KLA)       | 4:2                   | Borussia Pankow (KLA)                  |
| Mo 11.08., 19:00 Uhr  | TSV Lichtenberg (KLA)            | 0:2                   | SC Borsigwalde 1910 (KLA)              |
| Do 14.08., 19:00 Uhr  | HFC Schwarz-Weiß (KLB)           | 1:3                   | Minerva 93 Berlin (KLB)                |
| Mi .20.08., 19:00 Uhr | Hilalspor Berlin (BL)            | 8:4                   | FC Kreuzberg (KLC)                     |
| Mi .20.08., 19:30 Uhr | Cimbria Trabzonspor Berlin (KLA) | 3:1                   | SV Müggelpark Gosen (KLA)              |
| Mi .27.08., 19:30 Uhr | FK Srbija Berlin (BL)            | 03:0 5                | KSF Anadolu-Umutspor (BL)              |
| 0                     | Grün Weiss Baumschulenweg (KLB)  | kampflos 6            |                                        |

### 1. Hauptrunde
An der 1. Hauptrunde nahmen 128 Mannschaften teil, die sich aus den Siegern der Qualifikationsrunde und den restlichen Vertretungen von der Regionalliga bis zur Bezirksliga zusammensetzten.
Die Auslosung wurde am 15. August 2014 vorgenommen.
| Datum                 |                                    | Ergebnis              |                                     |
| --------------------- | ---------------------------------- | --------------------- | ----------------------------------- |
| Fr 0.5.09., 19:00 Uhr | Tennis Borussia Berlin (VL)        | 6:0                   | SV Schmöckwitz-Eichwalde (KLA)      |
| Fr 0.5.09., 19:30 Uhr | SV Berliner VG 49 (BL)             | 1:0                   | TuS Makkabi Berlin (LL)             |
| Sa 06.09., 13:00 Uhr  | FC Internationale Berlin (VL)      | 2:2 n. V. (3:5 i. E.) | Concordia Wittenau (LL)             |
| Sa 06.09., 14:00 Uhr  | Berliner AK 07 (RL)                | 12:00                 | Blau-Weiß Berolina Mitte (LL)       |
| Sa 06.09., 14:00 Uhr  | Fortuna Biesdorf (LL)              | 11:30                 | 1. FC Afrisko (KLB)                 |
| Sa 06.09., 14:00 Uhr  | FC Hellas (KLB)                    | 1:8                   | Sportfreunde Johannisthal (LL)      |
| Sa 06.09., 14:00 Uhr  | SV Lichtenberg 47 (OL)             | 11:00                 | FC Brandenburg 03 (LL)              |
| Sa 06.09., 14:00 Uhr  | SV Hürriyet Burgund (KLA)          | 3:4                   | BSV Hürtürkel (OL)                  |
| Sa 06.09., 14:00 Uhr  | SV Blau-Gelb Berlin (LL)           | 3:0                   | SV Norden-Nordwest (BL)             |
| Sa 06.09., 14:00 Uhr  | BFC Dynamo (RL)                    | 6:0                   | Berolina Stralau (LL)               |
| Sa 06.09., 15:00 Uhr  | DJK Roland-Borsigwalde (KLC)       | 1:3                   | TSV Helgoland 1897 (BL)             |
| Sa 06.09., 15:00 Uhr  | 1. FC Lübars (LL)                  | 4:0                   | 1. FC Berlin 06 (KLB)               |
| Sa 06.09., 15:00 Uhr  | Blau-Weiß Mahlsdorf/Waldesruh (BL) | 2:2 n. V. (8:9 i. E.) | BSC Rehberge 1945 (BL)              |
| Sa 06.09., 15:20 Uhr  | SG Nordring 1949 (KLB)             | 1:6                   | BFC Alemannia 90-Wacker (BL)        |
| Sa 06.09., 15:30 Uhr  | NFC Rot-Weiß Berlin (BL)           | 0:4                   | 1. FC Schöneberg (BL)               |
| Sa 06.09., 16:30 Uhr  | Victoria Friedrichshain (KLA)      | 1:8                   | VfB Hermsdorf (VL)                  |
| So 07.09., 10:45 Uhr  | FC Spandau 06 (BL)                 | 4:1                   | Rixdorfer SV (KLB)                  |
| So 07.09., 10:45 Uhr  | SV Adler Berlin (BL)               | 5:8 n. V.             | SC Borsigwalde 1910 (KLA)           |
| So 07.09., 11:30 Uhr  | FC Viktoria 1889 Berlin (RL)       | 14:00                 | SF Charlottenburg-Wilmersdorf (KLA) |
| So 07.09., 11:30 Uhr  | FSV Spandauer Kickers (LL)         | 0:4                   | BFC Preussen (LL)                   |
| So 07.09., 12:00 Uhr  | FC Stern Marienfelde (LL)          | 1:3                   | Tasmania Berlin (VL)                |
| So 07.09., 12:00 Uhr  | Köpenicker SC (VL)                 | 3:2                   | SC Westend 1901 (BL)                |
| So 07.09., 12:30 Uhr  | FC Grunewald (KLA)                 | 3:4                   | Traber FC Mariendorf (KLA)          |
| So 07.09., 12:30 Uhr  | Berliner Sport-Club (VL)           | 1:4                   | SFC Stern 1900 (VL)                 |
| So 07.09., 12:30 Uhr  | ESV Lok Schöneweide (KLC)          | 0:7                   | Hilalspor Berlin (BL)               |
| So 07.09., 13:00 Uhr  | SV Berliner Brauereien (KLA)       | 0:5                   | NSF Gropiusstadt (KLA)              |
| So 07.09., 13:30 Uhr  | VfB Berlin-Friedrichshain (BL)     | 1:3 n. V.             | Grünauer BC (BL)                    |
| So 07.09., 14:00 Uhr  | SSC Teutonia 99 (LL)               | 3:4 n. V.             | Friedrichshagener SV (KLA)          |
| So 07.09., 14:00 Uhr  | Spandauer SV (LL)                  | 0:8                   | CFC Hertha 06 (VL)                  |
| So 07.09., 14:00 Uhr  | SC Charlottenburg (LL)             | 3:1                   | BFC Tur Abdin (KLA)                 |
| So 07.09., 14:00 Uhr  | Blau-Weiß Hohen Neuendorf (LL)     | 7:0                   | Minerva 93 Berlin (KLB)             |
| So 07.09., 14:00 Uhr  | DJK Schwarz-Weiß Neukölln (BL)     | 2:0                   | SG Blankenburg (BL)                 |
| So 07.09., 14:00 Uhr  | Hertha 03 Zehlendorf (OL)          | 9:2                   | 1. FC Neukölln (BL)                 |
| So 07.09., 14:00 Uhr  | SV Sparta Lichtenberg (VL)         | 10:00                 | MSV Normannia 08 (KLA)              |
| So 07.09., 14:00 Uhr  | SV Buchholz (KLA)                  | 4:0                   | FV Wannsee (KLA)                    |
| So 07.09., 14:00 Uhr  | Weißenseer FC (LL)                 | 1:2                   | FC Concordia Wilhelmsruh (BL)       |
| So 07.09., 14:00 Uhr  | SV Stern Britz (BL)                | 7                     | SC Union Südost (BL)                |
| So 07.09., 14:00 Uhr  | SC Gatow (VL)                      | 00:6 8                | FC Liria Berlin (BL)                |
| So 07.09., 14:00 Uhr  | SC Staaken (VL)                    | 2:3                   | SV Empor Berlin (VL)                |
| So 07.09., 14:00 Uhr  | SG Stern Kaulsdorf (BL)            | 2:1                   | BSV Al-Dersimspor (LL)              |
| So 07.09., 14:00 Uhr  | Frohnauer SC (BL)                  | 2:3                   | Grün Weiss Baumschulenweg (KLB)     |
| So 07.09., 14:00 Uhr  | Treptower SV 1949 (KLB)            | 3:4 n. V.             | SFC Friedrichshain (KLA)            |
| So 07.09., 14:00 Uhr  | SV Berlin-Chemie Adlershof (KLA)   | 2:3                   | FC NORDOST Berlin (BL)              |
| So 07.09., 14:00 Uhr  | BSV Heinersdorf (KLB)              | 1:3                   | BFC Meteor 06 (KLA)                 |
| So 07.09., 14:15 Uhr  | Berliner SV 1892 (KLA)             | 1:3                   | 1. FC Wacker Lankwitz (BL)          |
| So 07.09., 14:15 Uhr  | Lichtenrader BC 25 (BL)            | 4:3                   | Club Italia (BL)                    |
| So 07.09., 14:15 Uhr  | BSV Oranke (KLB)                   | 4:2                   | SpVgg Tiergarten (BL)               |
| So 07.09., 14:15 Uhr  | Wartenberger SV (KLA)              | 3:6                   | SC Union 06 Berlin (LL)             |
| So 07.09., 14:30 Uhr  | TSV Rudow (VL)                     | 8:0                   | SV Treptow 46 (KLB)                 |
| So 07.09., 14:30 Uhr  | Eintracht Mahlsdorf (VL)           | 3:1                   | SD Croatia Berlin (LL)              |
| So 07.09., 14:30 Uhr  | SV Bau-Union Berlin (KLA)          | 1:6                   | 1. FC Galatasaray Spandau (LL)      |
| So 07.09., 14:45 Uhr  | BSC Eintracht/Südring 1931 (LL)    | 4:0                   | Spandauer FC Veritas (KLA)          |
| So 07.09., 14:45 Uhr  | SV Deportivo Latino (KLB)          | 0:6                   | Nordberliner SC (VL)                |
| So 07.09., 15:00 Uhr  | 1. FC Wilmersdorf (VL)             | 4:1 n. V.             | SSC Südwest 1947 (LL)               |
| So 07.09., 15:00 Uhr  | BSV Grün-Weiss Neukölln (KLA)      | 1:2                   | Concordia Britz (LL)                |
| So 07.09., 15:00 Uhr  | FV Blau-Weiß Spandau (BL)          | 1:0 n. V.             | Füchse Berlin Reinickendorf (LL)    |
| So 07.09., 15:00 Uhr  | FK Srbija Berlin (BL)              | 4:1                   | Schwarz-Weiß Spandau (KLA)          |
| So 07.09., 15:00 Uhr  | SV Rot-Weiß Viktoria Mitte (KLB)   | 2:3                   | Cimbria Trabzonspor Berlin (KLA)    |
| So 07.09., 15:00 Uhr  | Sportfreunde Kladow (BL)           | 2:3                   | Adlershofer BC (LL)                 |
| So 07.09., 15:00 Uhr  | SV Blau Weiss Berlin (LL)          | 0:1 n. V.             | FC Treptow (KLA)                    |
| So 07.09., 15:30 Uhr  | Berliner Amateure (KLA)            | 1:2                   | VSG Altglienicke (VL)               |
| So 07.09., 15:30 Uhr  | Friedenauer TSC (LL)               | 5:0                   | Blau-Weiß Friedrichshain (KLB)      |
| So 07.09., 15:45 Uhr  | Türkiyemspor Berlin (LL)           | 3:0                   | Mariendorfer SV 06 (LL)             |
| Di .21.10., 19:30 Uhr | VfB Einheit zu Pankow (BL)         | 6:1                   | Rot-Weiß Hellersdorf (KLB)          |

### 2. Hauptrunde
An der 2. Hauptrunde nahmen 63 Sieger der 1. Hauptrunde teil.
Die Auslosung wurde am 11. September 2014 vorgenommen.
| Datum                 |                                 | Ergebnis              |                                  |
| --------------------- | ------------------------------- | --------------------- | -------------------------------- |
| Sa 11.10., 13:30 Uhr  | Berliner AK 07 (RL)             | 0:4                   | SV Lichtenberg 47 (OL)           |
| Sa 11.10., 14:00 Uhr  | Fortuna Biesdorf (LL)           | 3:4                   | SFC Stern 1900 (VL)              |
| Sa 11.10., 14:00 Uhr  | Adlershofer BC (LL)             | 4:1                   | Grün Weiss Baumschulenweg (KLB)  |
| Sa 11.10., 14:00 Uhr  | SV Blau-Gelb Berlin (LL)        | 1:6                   | SC Charlottenburg (LL)           |
| Sa 11.10., 14:00 Uhr  | Friedrichshagener SV (KLA)      | 2:1                   | VfB Hermsdorf (VL)               |
| Sa 11.10., 14:45 Uhr  | SV Buchholz (KLA)               | 3:2                   | DJK Schwarz-Weiß Neukölln (BL)   |
| So 12.10., 12:00 Uhr  | Concordia Wittenau (LL)         | 0:2                   | TSV Rudow (VL)                   |
| So 12.10., 12:00 Uhr  | Köpenicker SC (VL)              | 1:2                   | Friedenauer TSC (LL)             |
| So 12.10., 12:15 Uhr  | 1. FC Schöneberg (BL)           | 3:1                   | Concordia Britz (LL)             |
| So 12.10., 12:30 Uhr  | TSV Helgoland 1897 (BL)         | 5:1                   | FC Spandau 06 (BL)               |
| So 12.10., 13:00 Uhr  | 1. FC Galatasaray Spandau (LL)  | 2:1                   | SV Empor Berlin (VL)             |
| So 12.10., 13:30 Uhr  | 1. FC Lübars (LL)               | 1:6                   | FC Viktoria 1889 Berlin (RL)     |
| So 12.10., 14:00 Uhr  | Blau-Weiß Hohen Neuendorf (LL)  | 3:2                   | Hilalspor Berlin (BL)            |
| So 12.10., 14:00 Uhr  | Grünauer BC (BL)                | 7:0                   | SFC Friedrichshain (KLA)         |
| So 12.10., 14:00 Uhr  | SV Berliner VG 49 (BL)          | 2:2 n. V. (4:3 i. E.) | BSV Oranke (KLB)                 |
| So 12.10., 14:00 Uhr  | SC Union 06 Berlin (LL)         | 5:1                   | Lichtenrader BC 25 (BL)          |
| So 12.10., 14:00 Uhr  | BSV Hürtürkel (OL)              | 7:0                   | BFC Alemannia 90-Wacker (BL)     |
| So 12.10., 14:00 Uhr  | BFC Dynamo (RL)                 | 13:00                 | Cimbria Trabzonspor Berlin (KLA) |
| So 12.10., 14:00 Uhr  | CFC Hertha 06 (VL)              | 2:0                   | FC NORDOST Berlin (BL)           |
| So 12.10., 14:00 Uhr  | FC Concordia Wilhelmsruh (BL)   | 0:2                   | BFC Preussen (LL)                |
| So 12.10., 14:00 Uhr  | Eintracht Mahlsdorf (VL)        | 2:1                   | Tennis Borussia Berlin (VL)      |
| So 12.10., 14:00 Uhr  | SG Stern Kaulsdorf (BL)         | 2:3 n. V.             | FC Treptow (KLA)                 |
| So 12.10., 14:15 Uhr  | NSF Gropiusstadt (KLA)          | 2:3 n. V.             | Nordberliner SC (VL)             |
| So 12.10., 14:15 Uhr  | BSC Rehberge 1945 (BL)          | 0:1                   | FK Srbija Berlin (BL)            |
| So 12.10., 14:30 Uhr  | Sportfreunde Johannisthal (LL)  | 5:3                   | VSG Altglienicke (VL)            |
| So 12.10., 14:30 Uhr  | Traber FC Mariendorf (KLA)      | 2:3                   | FV Blau-Weiß Spandau (BL)        |
| So 12.10., 14:45 Uhr  | BSC Eintracht/Südring 1931 (LL) | 0:3                   | Hertha 03 Zehlendorf (OL)        |
| So 12.10., 15:00 Uhr  | 1. FC Wilmersdorf (VL)          | 5:4 n. V.             | Türkiyemspor Berlin (LL)         |
| So 12.10., 15:35 Uhr  | 1. FC Wacker Lankwitz (BL)      | 0:4                   | SV Sparta Lichtenberg (VL)       |
| Mi .29.10., 19:00 Uhr | Tasmania Berlin (VL)            | 4:0                   | VfB Einheit zu Pankow (BL)       |
| Mi .10.12., 19:00 Uhr | BFC Meteor 06 (KLA)             | 1:3                   | FC Liria Berlin (BL)             |
| 0                     | SC Borsigwalde 1910 (KLA)       | kampflos 9            |                                  |

### 3. Hauptrunde
An der 3. Hauptrunde nahmen die 32 Sieger der 2. Hauptrunde teil.
Die Auslosung wurde am 16. Oktober 2014 vorgenommen.
| Datum                 |                                | Ergebnis              |                                |
| --------------------- | ------------------------------ | --------------------- | ------------------------------ |
| Di .11.11., 18:45 Uhr | Blau-Weiß Hohen Neuendorf (LL) | 3:3 n. V. (6:5 i. E.) | Nordberliner SC (VL)           |
| Di .11.11., 19:00 Uhr | Tasmania Berlin (VL)           | 4:3 n. V.             | Adlershofer BC (LL)            |
| Di .11.11., 19:00 Uhr | SV Buchholz (KLA)              | 0:2                   | 1. FC Galatasaray Spandau (LL) |
| Di .11.11., 19:00 Uhr | Eintracht Mahlsdorf (VL)       | 1:0                   | FC Treptow (KLA)               |
| Di .11.11., 19:00 Uhr | FV Blau-Weiß Spandau (BL)      | 1:3                   | Sportfreunde Johannisthal (LL) |
| Di .11.11., 19:00 Uhr | Friedrichshagener SV (KLA)     | 1:5                   | SC Charlottenburg (LL)         |
| Mi .12.11., 19:00 Uhr | 1. FC Wilmersdorf (VL)         | 3:1                   | BFC Preussen (LL)              |
| Mi .12.11., 19:00 Uhr | FC Viktoria 1889 Berlin (RL)   | 3:0                   | SV Berliner VG 49 (BL)         |
| Mi .12.11., 19:00 Uhr | FK Srbija Berlin (BL)          | 0:1                   | SV Lichtenberg 47 (OL)         |
| Mi .12.11., 19:00 Uhr | SC Union 06 Berlin (LL)        | 1:5                   | 1. FC Schöneberg (BL)          |
| Mi .12.11., 19:00 Uhr | BFC Dynamo (RL)                | 2:0                   | SV Sparta Lichtenberg (VL)     |
| Mi .12.11., 20:00 Uhr | SFC Stern 1900 (VL)            | 4:2                   | SC Borsigwalde 1910 (KLA)      |
| Do 13.11., 18:15 Uhr  | Friedenauer TSC (LL)           | 2:4                   | BSV Hürtürkel (OL)             |
| Do 13.11., 19:30 Uhr  | Grünauer BC (BL)               | 0:4                   | Hertha 03 Zehlendorf (OL)      |
| Do 20.11., 19:00 Uhr  | TSV Rudow (VL)                 | 1:1 n. V. (3:1 i. E.) | TSV Helgoland 1897 (BL)        |
| So 14.12., 13:00 Uhr  | FC Liria Berlin (BL)           | 2:4 n. V.             | CFC Hertha 06 (VL)             |

### Achtelfinale
Am Achtelfinale nahmen die 16 Sieger der 3. Hauptrunde teil.
Die Auslosung wurde am 21. November 2014 vorgenommen.
| Datum                 |                                | Ergebnis  |                                |
| --------------------- | ------------------------------ | --------- | ------------------------------ |
| Fr .12.12., 19:00 Uhr | 1. FC Wilmersdorf (VL)         | 0:2       | SC Charlottenburg (LL)         |
| Sa 13.12., 14:30 Uhr  | SFC Stern 1900 (VL)            | 2:1 n. V. | TSV Rudow (VL)                 |
| So 14.12., 12:00 Uhr  | BSV Hürtürkel (OL)             | 1:0       | Hertha 03 Zehlendorf (OL)      |
| So 14.12., 12:00 Uhr  | Blau-Weiß Hohen Neuendorf (LL) | 1:2       | SV Lichtenberg 47 (OL)         |
| So 14.12., 12:15 Uhr  | 1. FC Schöneberg (BL)          | 1:2       | Tasmania Berlin (VL)           |
| So 14.12., 13:00 Uhr  | Eintracht Mahlsdorf (VL)       | 0:3       | BFC Dynamo (RL)                |
| So 14.12., 13:30 Uhr  | FC Viktoria 1889 Berlin (RL)   | 3:0       | Sportfreunde Johannisthal (LL) |
| Sa 20.12., 15:00 Uhr  | 1. FC Galatasaray Spandau (LL) | 0:3 n. V. | CFC Hertha 06 (VL)             |

### Viertelfinale
Am Viertelfinale nahmen die acht Sieger aus dem Achtelfinale teil.
Die Auslosung wurde am 16. Januar 2015 vorgenommen.
| Datum                 |                              | Ergebnis              |                        |
| --------------------- | ---------------------------- | --------------------- | ---------------------- |
| Mi .25.02., 19:00 Uhr | FC Viktoria 1889 Berlin (RL) | 2:2 n. V. (3:4 i. E.) | Tasmania Berlin (VL)   |
| Mi .25.02., 19:00 Uhr | BFC Dynamo (RL)              | 3:1                   | SFC Stern 1900 (VL)    |
| Mi .25.02., 19:00 Uhr | CFC Hertha 06 (VL)           | 0:3                   | SV Lichtenberg 47 (OL) |
| Mi .25.02., 19:00 Uhr | BSV Hürtürkel (OL)           | 1:2                   | SC Charlottenburg (LL) |

### Halbfinale
Am Halbfinale nahmen die vier Sieger aus dem Viertelfinale teil.
Die Auslosung wurde am 6. März 2015 vorgenommen.
| Datum                 |                        | Ergebnis              |                      |
| --------------------- | ---------------------- | --------------------- | -------------------- |
| Mi .25.03., 19:00 Uhr | SC Charlottenburg (LL) | 0:4                   | BFC Dynamo (RL)      |
| Mi .25.03., 19:00 Uhr | SV Lichtenberg 47 (OL) | 1:1 n. V. (3:5 i. E.) | Tasmania Berlin (VL) |

### Finale
| BFC Dynamo                                                                      | BFC Dynamo | Tasmania Berlin | Tasmania Berlin |
| ------------------------------------------------------------------------------- | --- | --- | --------------- |
| BFC Dynamo                                                                      | \| Mittwoch, 20. Mai 2015 um 19:00 Uhr in Berlin (Friedrich-Ludwig-Jahn-Sportpark) \| \| Ergebnis: 1:0 (0:0) \| \| Zuschauer: 6.914 \| \| Schiedsrichter: Max Burda \| | \| Mittwoch, 20. Mai 2015 um 19:00 Uhr in Berlin (Friedrich-Ludwig-Jahn-Sportpark) \| \| Ergebnis: 1:0 (0:0) \| \| Zuschauer: 6.914 \| \| Schiedsrichter: Max Burda \|                                                                                           | Tasmania Berlin |
| BFC Dynamo                                                                      | Stephan Flauder – Robin Mannsfeld, Patrick Brendel , Philipp Haastrup, Martin Zurawsky – Lukas Rehbein (78. Philip Saalbach), Joshua Putze – Christian Preiß, Kevin-John Gutsche (68. Tobias Scharlau), Djibril N’Diaye – Andis Shala (64. Zlatko Muhović) Cheftrainer: Thomas Stratos | Robert Schelenz – Okan Isik, Leonard Tseke, Ronny Ermel, Faruk Sentürk – Emre Demir, Zvonimir Penava , Mehmet Okan Kirli (80. Philipp Sauer), Salvatore Rogoli (76. Jerome Maaß) – Kevin Lentz (71. Thibault Bethke) – Kevin Gempf Cheftrainer: Miroslav Jagatic | Tasmania Berlin |
| BFC Dynamo                                                                      | 1:0 Martin Zurawsky (51.) | | Tasmania Berlin |
| BFC Dynamo                                                                      | Martin Zurawsky, Lukas Rehbein | Mehmet Okan Kirli, Zvonimir Penava, Emre Demir, Leonard Tseke, Faruk Sentürk | Tasmania Berlin |
| Mittwoch, 20. Mai 2015 um 19:00 Uhr in Berlin (Friedrich-Ludwig-Jahn-Sportpark) | | |                 |
| Ergebnis: 1:0 (0:0)                                                             | | |                 |
| Zuschauer: 6.914                                                                | | |                 |
| Schiedsrichter: Max Burda                                                       | | |                 |

## Der Landespokalsieger im DFB-Pokal 2015/16
| Datum                      |                 | Ergebnis  |                    | Runde         |
| -------------------------- | --------------- | --------- | ------------------ | ------------- |
| Fr., 07.08.2015, 19:00 Uhr | BFC Dynamo (IV) | 0:2 (0:2) | FSV Frankfurt (II) | 1. Hauptrunde |